# Good 4 U
〈Good 4 U〉는 올리비아 로드리고의 노래이다. 데뷔 앨범 《Sour》의 세 번째 싱글이다. 빌보드 핫 100 1위와 영국 싱글 차트 1위를 한 곡이다.

## 같이 보기
- 2021년 빌보드 핫 100 차트 1위 목록